# هامانة (رباطات)
هامانة (بالفارسية: هامانه) هي قرية تقع في إيران في قسم رباطات الريفي. يقدر عدد سكانها بـ 163 نسمة بحسب إحصاء 2016.